# British Rail Class 350
British Rail Class 350 – typ elektrycznych zespołów trakcyjnych, należący do produkowanej przez koncern Siemens rodziny pociągów Desiro. Inne eksploatowane w Wielkiej Brytanii jednostki z tej samej rodziny oznaczone są jako Class 185, Class 360, Class 444 oraz Class 450.
Dotychczas dostarczono 30 zestawów tego typu, zaś ich operatorem jest firma London Midland. Przewoźnik ten podpisał już umowę na dostawę kolejnych 37 pociągów, które mają wejść do służby do końca roku 2008. Obecnie składy te można spotkać głównie na trasach z Birmingham do Londynu, Liverpoolu i Northampton. W przyszłości, po dostarczeniu kolejnej partii, mają zastąpić we flocie przewoźnika składy typu Class 321.

## Linki zewnętrzne

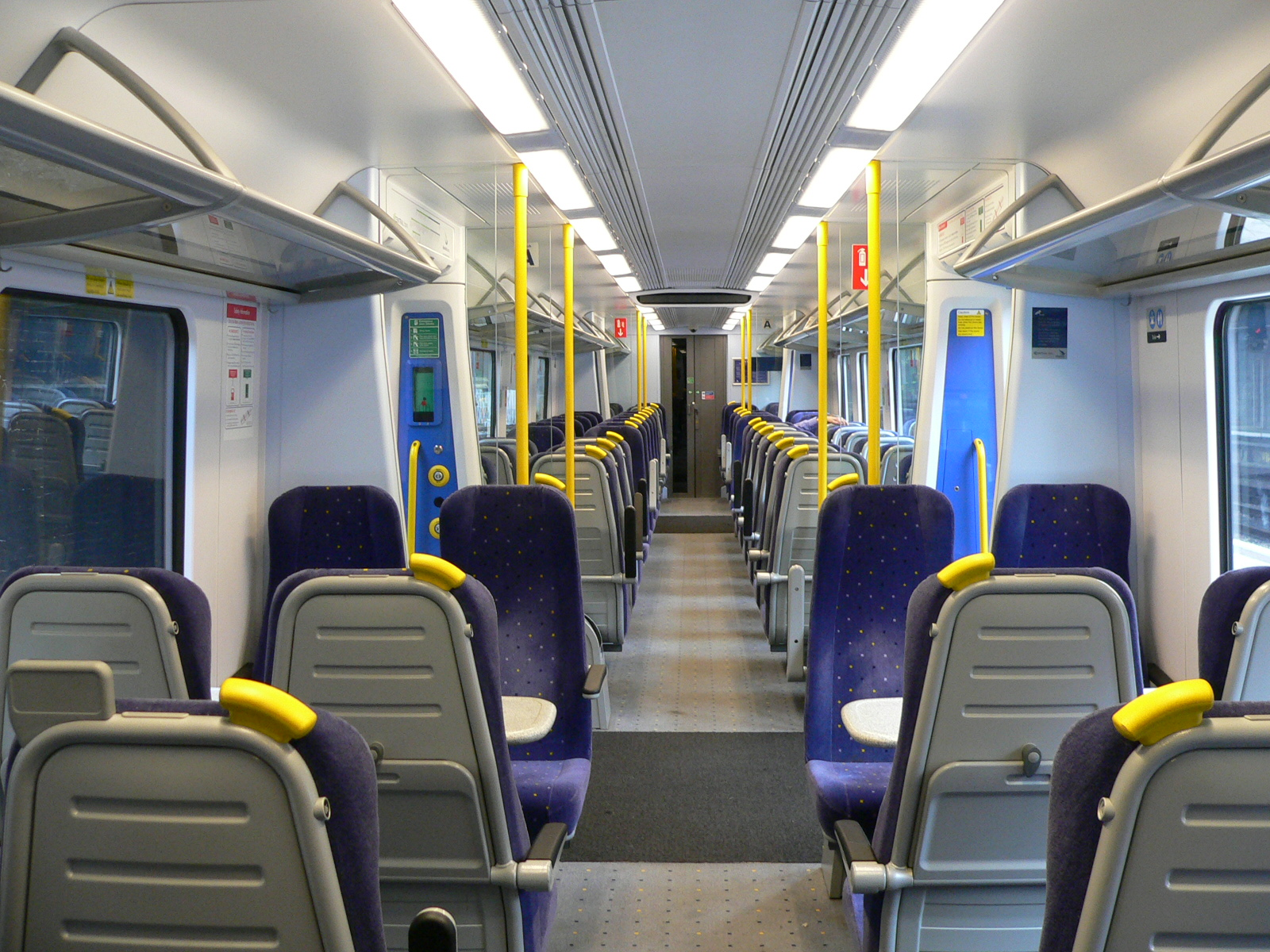
Wnętrze pociągu